# Listă de regizori slovaci
Aceasta este o listă de regizori de film slovaci:

Cuprins: Început - 0–9 A B C D E F G H I J K L M N O P Q R S T U V W X Y Z

| - Vlado Adásek (Vladimír Adásek) - Ivan Balaďa - Vladimír Balco - Pavol Barabáš - Stanislav Barabáš - Vladimír Bahna - Peter Bebjak - Paľo Bielik - Juraj Bindzár - Eva Borušovičová - Jozef Budský - Igor Ciel - Gejza Dezorz - Alois Ditrich - Rudolf Ferko - Ľudovít Filan - Zita Furková - Pavel Gejdoš ml. - Ján Gogál - Eduard Grečner - Dušan Hanák - Robert Hardónyi - Pavol Haspra - Elo Havetta - Juraj Herz - Jozef Heriban - Peter Hledík - Martin Hollý junior (born 1931) - Miroslav Horňák - Samuel Ivaška - Juraj Jakubisko - Július Jarábek - Ondrej Jariabek - Ján Kadár - Vladimír Kavčiak - Robert Kirchhoff - Dušan Kodaj - Ctibor Kováč - Otakar Krivánek - Jakub Kroner - František Kudláč - Ján Lacko - Leopold Lahola - Andrej Lettrich - Juraj Lihosit - Miloslav Luther - Štefan Lux - Oleg Makara - Anton Majerčík - Julius Matula - Jozef Medveď - Matej Mináč - Juraj Nvota - Stanislav Párnický - Vladislav Pavlovič - Roman Petrenko - Ján Piroh Dimitrij Plichta - Dušan Rapoš - Ivan Reitman - Jozef Režucha - Štefan Semjan - Jaroslav Siakeľ (Slovak-American) - Laura Siváková - Miroslav Šindelka - Marko Škop - Jozef Slovák - Peter Solan - Martin Šulík - Katarína Šulajová - Eva Štefankovičová - Vladimír Štric - Dušan Trančík - Martin Ťapák - Štefan Uher - Martin Valent - Jaroslav Vojtek - Zoro Záhon (Zoroslav Záhon) - Jozef Zachar - Ján Zeman - František Žáček - Mira Fornay - Iveta Grófová - Zuzana Liová - Tereza Nvotová - Zuzana Piussi |

## C

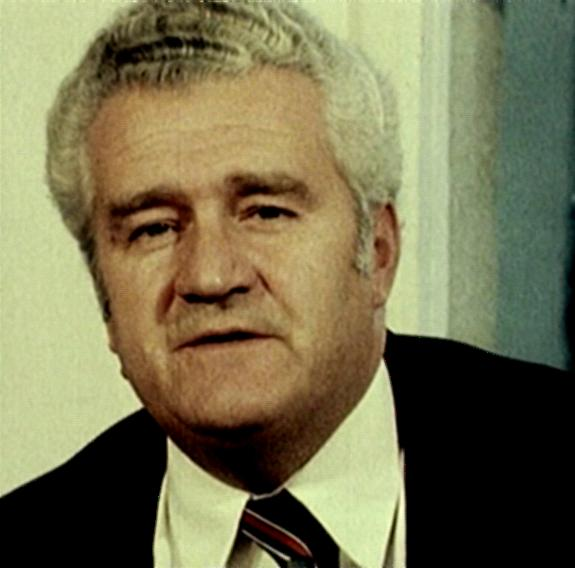
Igor Ciel

## S

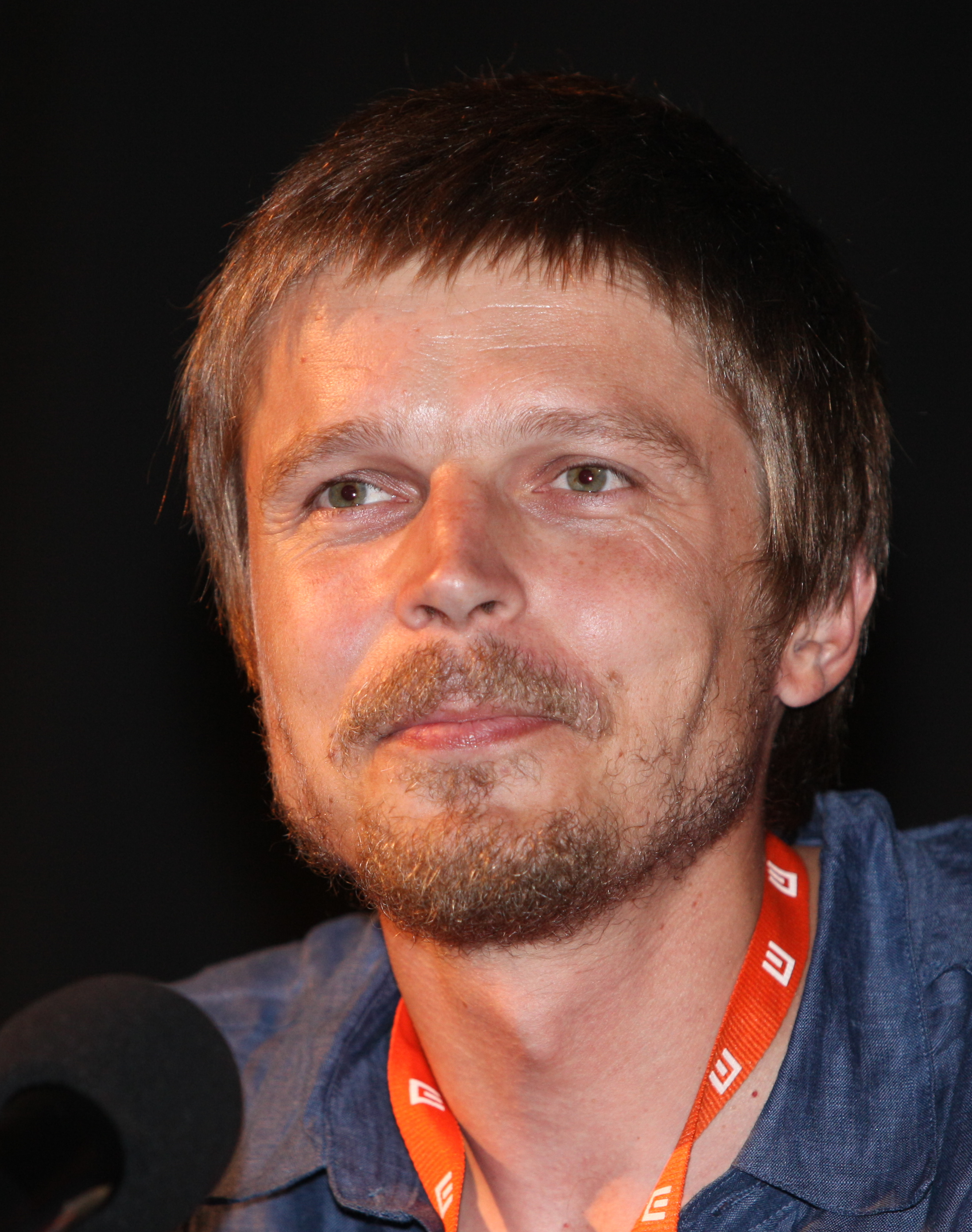
Marko Škop (2009)

## Regizoare

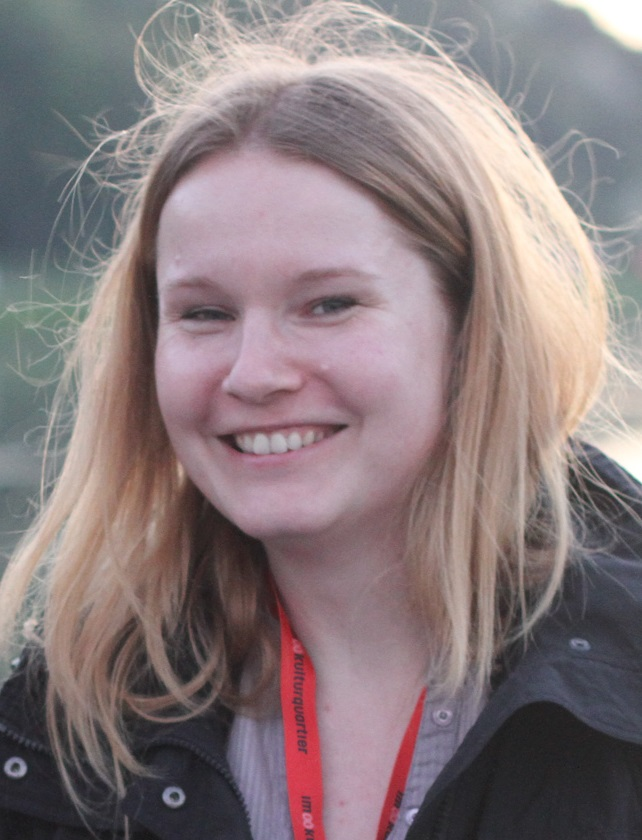
Iveta Grófová